# Paul Emil Miclescu
Paul Emil Miclescu (n. 20 mai 1901 – d. 22 martie 1994) a fost un arhitect și memorialist român, care s-a distins prin clădirile sale în stil modernist.

## Biografie
Născut la 20 mai 1901 la București într-o veche familie boierească, urmează cursurile Școlii Superioare de Arhitectură din București, obținând diploma de arhitect.
Este unul dintre fondatorii revistei Simetria, alături de colegul și bunul său prieten arhitectul Octav Doicescu.

## Opera
- Uzinele Ford din București – 1930-1932 – stilul modernist
- Teatrul de vară din Parcul Bazilescu
- Biserica din Preoțești, Balotești
- Modifică Clopotnița Mitropoliei București
- Restaurează biserici